# Hemimyzon formosanus
Hemimyzon formosanus är en fiskart som först beskrevs av Boulenger, 1894.  Hemimyzon formosanus ingår i släktet Hemimyzon och familjen grönlingsfiskar. Inga underarter finns listade i Catalogue of Life.